# Slag bij Dupplin Moor
De Slag bij Dupplin Moor vond plaats op 11 augustus 1332 en was de start van de tweede Schotse onafhankelijkheidsoorlog, een troonstrijd tussen het Huis Bruce en het Huis Balliol.

## Achtergrond
David II was slechts vijf jaar oud toen zijn vader koning Robert the Bruce in 1329 stierf. Edward Balliol was de zoon van John Balliol, koning van Schotland van 1291 tot 1296. De jonge koning Eduard III van Engeland speelde het spel van verdeel en heers. Openlijk gaf hij zijn steun niet, maar hij voorzag Edward Balliol van duizend longbowschutters om zijn titel te bemachtigen

## Verloop
Edward meerde met zijn kleine troepenmacht aan op de kusten van Firth of Forth, waar ze werden opgewacht. Dankzij de pijlenregen van de Engelse longbowschutters konden ze aan land komen. Op 10 augustus stond een Schots leger van ongeveer vijftienduizend man klaar aan de rivier de Earn bij Dupplin om de Engelsen te lijf te gaan, maar die dag gebeurde niets. 's Avonds vierende de Schotten reeds hun overwinning en in het geheim staken de Engelsen de rivier over.
De infanterie van Edward Balliol stelde zich op aan het eind van de vallei, de Engelse longbowschutters verscholen zich op de flanken. De Schotten stormden letterlijk in de val en velen werden door hun eigen troepen vertrappeld omdat ze geen stap meer vooruit konden. De twee generaals sneuvelden op het slagveld, de Schotse verliezen waren enorm. Na de slag veroverde Edward Balliol de stad Perth.

## Vervolg
Op 24 september 1332 werd Edward Balliol tot koning gekroond. Zes maand later werd hij uit Schotland verdreven. Het jaar erop kwam hij terug met een Engels leger en won de Slag bij Halidon Hill. David II vluchtte naar Frankrijk. De strijd tussen het Huis Bruce en het Huis Balliol duurde nog tot 1357.